# Ermita del Sant Àngel (Aiora)
L'ermita del Sant Àngel és un temple situat en el camí de l'Àngel, en el municipi d'Aiora (València), al nord de la població. És Bé de Rellevància Local amb identificador nombre 46.19.044-007.

## Història

### Llegenda de la fundació.
Segons la tradició local, la història d'aquesta ermita es remuntaria any 1392, quan a Aiora la pesta i la fam es van allotjar en totes les cases. S'hauria aparegut un àngel a una fornera anomenada Liñana. Aquest li va indicar que els habitants i autoritats del poble havien d'acudir en rogació fins al lloc de l'aparició perquè acabessin la pesta i la fam.
Realitzada la rogació, van acabar les penúries i en agraïment es va erigir un modest oratori en el lloc.
En memòria de la intervenció miraculosa, el segon dilluns de gener de cada any se celebra un romiatge a l'ermita.

### Història de l'ermita.
L'oratori original va ser substituït en 1599 per una ermita. Aquesta va ser substituïda al seu torn per una altra nova, beneïda en 1639. L'edifici va ser ampliat en 1786 quan es va decidir ampliar-la. No obstant això encara resultava petita per a la gran aglomeració del poble en el dia de la seva festa, per la qual cosa en 1860 s'inicien noves obres sota la direcció de Pardo Martínez, edifici que ha arribat al segle xxi.

## Descripció
A pocs metres d'aquesta ermita, es troben les ruïnes de Sant Roc (zona coneguda a Aiora com Els Inferns).

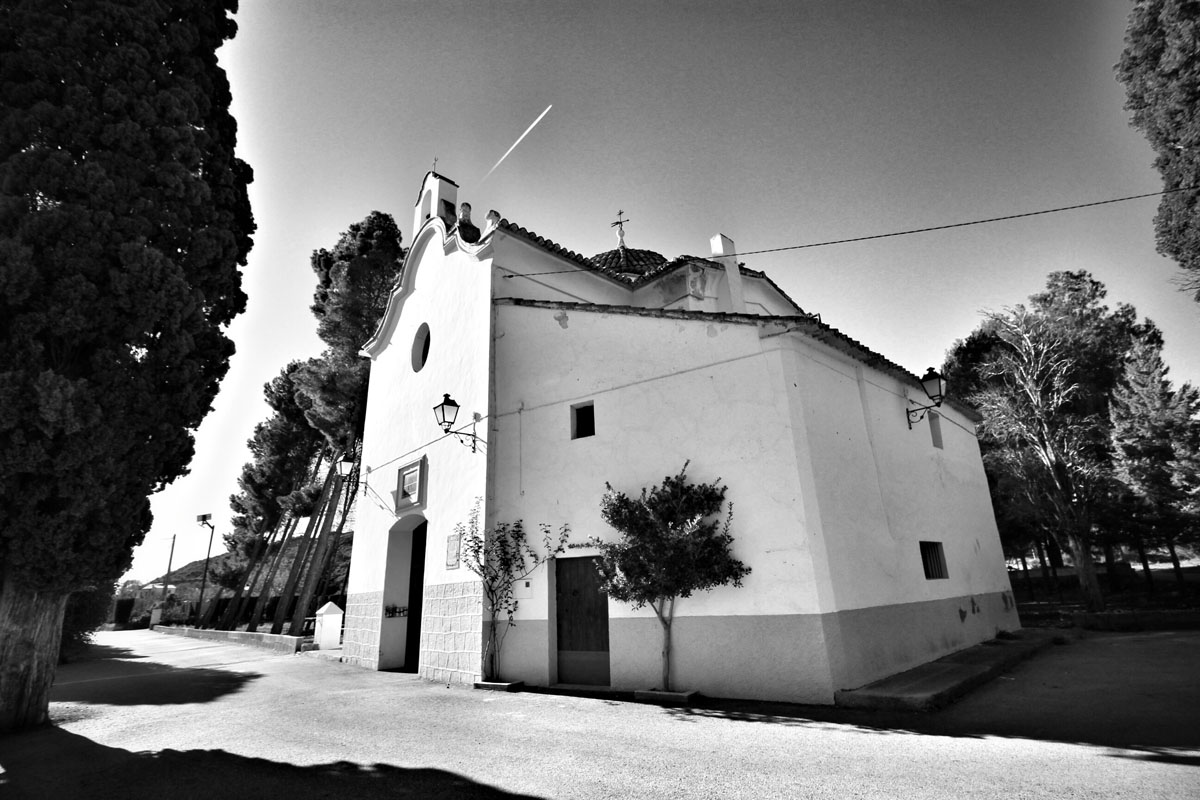
Ermita del Sant Ángel.

El temple és un edifici exempt d'estil barroc valencià. L'habitatge de l'ermità està adossada a la dreta. Domina l'edifici una cúpula de teules blaves.
La façana és llisa, amb sòcol, i acabada en una cornisa barroca sobre la qual s'eleva l'espadanya d'una sola obertura amb campana. La porta d'entrada és de fusta sota arc escarser. Per sobre d'ella hi ha un retaule ceràmic que representa l'aparició de l'Àngel. Molt més a dalt, al centre del frontó, s'obre un ócul.
La planta interior de l'edifici és de creu grega, amb arcs de mig punt en la nau i arcs torals que sostenen la cúpula semiesfèrica sobre petxines. En el creuer hi ha vitralls. El presbiteri és d'estil neoclàssic. La imatge del Sant Àngel Tutelar es troba en una fornícula en un retaule. Es presenta al titular del temple escrivint el seu missatge sobre el palmell de la mà de la fornera Liñana, a la qual es presenta com una anciana camperola.